# Bienal Española de Máquina-Herramienta
La Bienal Española de Máquina-Herramienta (BIEMH) es la tercera feria industrial más importante en Europa y primera de su sector en España. El evento  se celebra cada dos años en Bilbao Exhibition Centre (BEC) en Baracaldo, en los meses de mayo y junio. Se dirige a los principales fabricantes, importadores y distribuidores de maquinaria tanto nacional como extranjera para que expongan sus productos en el recinto y los muestren y alcancen acuerdos comerciales  con  los más 35.000 compradores de los principales países industrializados del mundo que visiten este certamen en cada edición.
Este certamen lo coorganizan Bilbao Exhibition Centre la Asociación de Fabricantes de Máquina-Herramienta y la Asociación de Importadores de Máquina Herramienta.

## Datos generales
Se trata de la primera feria monográfica  de carácter profesional del sector de la máquina-herramienta, pionera en España. Cuenta con una gran tradición y renombre internacional. Hasta el momento se han celebrado 29 ediciones. 
La Bienal de Máquina-Herramienta es el punto de encuentro del sector donde se reúnen tanto expositores como compradores de países industrializados y en proceso de  desarrollo. Desde su primera edición ha sabido evolucionar para adaptarse a los nuevos requerimientos del sector al que presta su servicio. En su última edición ha destacado la utilización de la máquina grande adaptada a las necesidades específicas del cliente como elemento diferenciador.
De esa manera, se ha creado, para todas las empresas usuarias de este tipo de maquinaria, un espacio dinamizador del mercado tanto nacional como internacional en el que se  llevan a cabo importantes operaciones comerciales. En la 28ª edición de la Bienal de la Máquina-Herramienta primó el networking con resultados comerciales positivos.

## Comienzos
La BIEMH comenzó en 1961 en la antigua Feria de Muestras Internacional de Bilbao. Esta celebración supuso una oportunidad de oro, para todo el País Vasco, en la dinamización del tejido industrial. Su celebración tuvo como objetivo  aportar un nuevo servicio al mundo de la industria para potenciar y promover su desarrollo y el del conjunto del País Vasco, tanto a nivel nacional como internacional. Debido al crecimiento de la bienal la antigua instalación llegó incluso a ser insuficiente para el evento.

## Sectores participantes
Entre los sectores participantes se encuentran:
•	Máquina-herramienta
Por arranque y por deformación.
•	Otra máquinas
Soldadura, oxicorte, tratamiento térmico y de superficies y prototipazo rápido.
•	Herramientas para máquinas – herramienta
Herramientas de corte y para conformado, productos abrasivos, accesorios porta-herramientas, sistemas de herramientas, prereglaje y equilibrado y dispositivos de fijación.
•	Piezas, componentes y accesorios
Accesorios, componentes mecánicos, hidráulicos y neumáticos, equipos eléctricos y electrónicos para máquinas-herramienta, sistemas de control y accionamiento, lubrificación y refrigeración, materiales, sistemas de eliminación de desechos y seguridad industrial.
•	Automatización de los sistemas de producción
Manipulación, automatización del almacenamiento y del transporte, técnicas y sistemas de montaje, estaciones de trabajo, robots industriales y software industrial.
•	Metrología y control de calidad.
Instrumentos de medida, máquinas de prueba, procesamiento de datos de la imagen y control de calidad.
•	Servicios para el taller y las empresas

## Visitantes
Los principales visitantes que asisten a la feria se encuentran en los siguientes sectores:
•	Aeronáutica
•	Astilleros
•	Automoción
•	Carpintería metálica
•	Cerrajería
•	Chapisterías
•	Construcciones metálicas
•	Fabricantes de automóviles
•	Fabricantes de bienes de equipo
•	Fabricantes de electrodomésticos
•	Fabricante de maquinaria textil
•	Fabricantes de accesorios de baño
•	Fabricantes de armas
•	Fabricantes de artículos de ferretería
•	Fabricantes de ascensores
•	Fabricantes de cajas de seguridad
•	Fabricantes de contenedores
•	Fabricantes de elementos de construcción
•	Fabricantes de herrajes
•	Fabricantes de herramienta manual
•	Fabricantes de juguetes
•	Fabricantes de maquinaria agrícola
•	Fabricantes de maquinaria para madera
•	Fabricantes de material y componentes ferroviarios
•	Fabricantes de menaje
•	Fabricantes de equipos, accesorios y recambios para automoción

## Mercado internacional
Desde el año 2007 el sector de la máquina-herramienta en España ha sufrido una bajada en la  demanda. A pesar de ello, esta caída se ha visto compensada, en parte, por la extraordinaria acogida obtenida en los mercados extranjeros. Desde la organización de la BIEMH se ha favorecido en las últimas ediciones la comunicación antes y después de la feria y se han creado sinergias entre expositores y visitantes tanto a nivel nacional como internacional. En su última edición, y al objeto de favorecer estas iniciativas se han creado foros de encuentros previos a la celebración de la feria, denominados BIEMH PREVIEW, PRESENTATION AND NETWORKING. En el año 2016 ha habido un repunte en expositores y en negocios. 

## Entidades colaboradoras
Las entidades colaboradoras son las siguientes:
- AIMHE. Es una asociación sin ánimo de lucro, creada en 2009, que defiende los intereses individuales y colectivos de la importación y distribución de la máquina-herramienta y en la actualidad representa algo más de la mitad del sector en el Estado. Participan en el certamen promocionando y presentando sus máquinas en la feria.

- Gobierno Vasco. El Departamento de Desarrollo Económico y Competitividad del ejecutivo autonómico vasco colabora en la promoción del certamen a nivel internacional, especialmente,  proporcionando sus contactos a la organización de la BIEMH, a través de la Red SPRI.

## Reconocimiento por CECIMO
La Bienal Española de la Máquina-Herramienta ha sido reconocida por  la Asociación Europea de las Industrias de Máquinas-Herramienta, CECIMO,  que reúne a un total de 15 asociaciones nacionales de Constructores de Máquinas-herramienta y que representan, aproximadamente, 1.500 empresas industriales en Europa,
CECIMO defiende los intereses comunes de sus miembros, en particular en relación con las autoridades y asociaciones y al mismo tiempo promueve las industrias de máquinas herramientas europeas y su desarrollo en los campos de la economía, la tecnología y la ciencia.